# Przeworsk
Przeworsk (udtale: [ˈpʂɛvɔrsk]; ukrainsk: Переворськ, romaniseret: Perevors'k; yiddish: פּרשעוואָרסק, romaniseret: Prshevorsk)  er en by i den  centrale  del af  Voivodskabet Nedrekarpater i det sydøstlige Polen.  Przeworsk  har 14.881(2021) indbyggere og et areal på  21,98 km².  Den er en del af   powiatet (amt) Przeworsk. Jernalderkulturen Przeworsk-kulturen (en) er opkaldt efter byen.  

## Historie
Przeworsk har siden det 10. århundrede været en bosættelse, selvom der er endnu ældre beviser på menneskelig bosættelse området. Den nævnes første gang i historiske optegnelser fra det 13. århundrede, og blev tildelt sit bycharter i 1394. Fra 1772 var byen en del af Habsburg-monarkiet, hvor den forblev indtil 1918, hvor et uafhængigt Polen vendte tilbage. 
I den tidlige middelalder eksisterede der en defensiv gord der. Området blev inkluderet i den nye polske stat af dens første historiske hersker Mieszko 1. i det 10. århundrede. I 981 blev det annekteret fra Polen af Kievriget, og bagefter, i Højmiddelalderen, skiftede det ejere flere gange mellem Polen og russerne, og faldt endda til Mongolske Rige i midten af det 13. århundrede. Det blev første gang nævnt i dokumenter fra 1280, da hertug Leszek 2. den Sorte efter slaget ved Gozlice (23. februar 1280) mellem mindre polske og ruthensk-tatariske styrker angreb Kongeriget Galicien–Volhynia , derefter vasal af Gyldne Horde, indtog og satte i brand byen "Perevoresk".

## Transport
Przeworsk ligger på europavej E40. Det er også et vigtigt jernbaneknudepunkt, med tog, der kører i tre retninger – øst (mod Przemyśl), vest (mod Rzeszów) og nord (mod Stalowa Wola).